# احندار (كاردميت)
احندار هو دُوَّار يقع بجماعة فركلة العليا، إقليم الرشيدية، جهة درعة تافيلالت في المملكة المغربية. ينتمي الدوّار لمشيخة كاردميت التي تضم 4 دواوير. يقدر عدد سكانه بـ 290 نسمة حسب الإحصاء الرسمي للسكان والسكنى لسنة 2004.

## روابط خارجية
- البوابة الوطنية للجماعات الترابية
- المندوبية السامية للتخطيط